# Nederland op de Olympische Zomerspelen 2016
Nederland nam deel aan de Olympische Zomerspelen 2016 in Rio de Janeiro in Brazilië. Chef de mission voor Nederland was deze editie wederom Maurits Hendriks. In totaal waren 242 atleten geselecteerd om Nederland te vertegenwoordigen op de eenendertigste Olympische Zomerspelen en de vijftigste in totaal.

## Medailleoverzicht

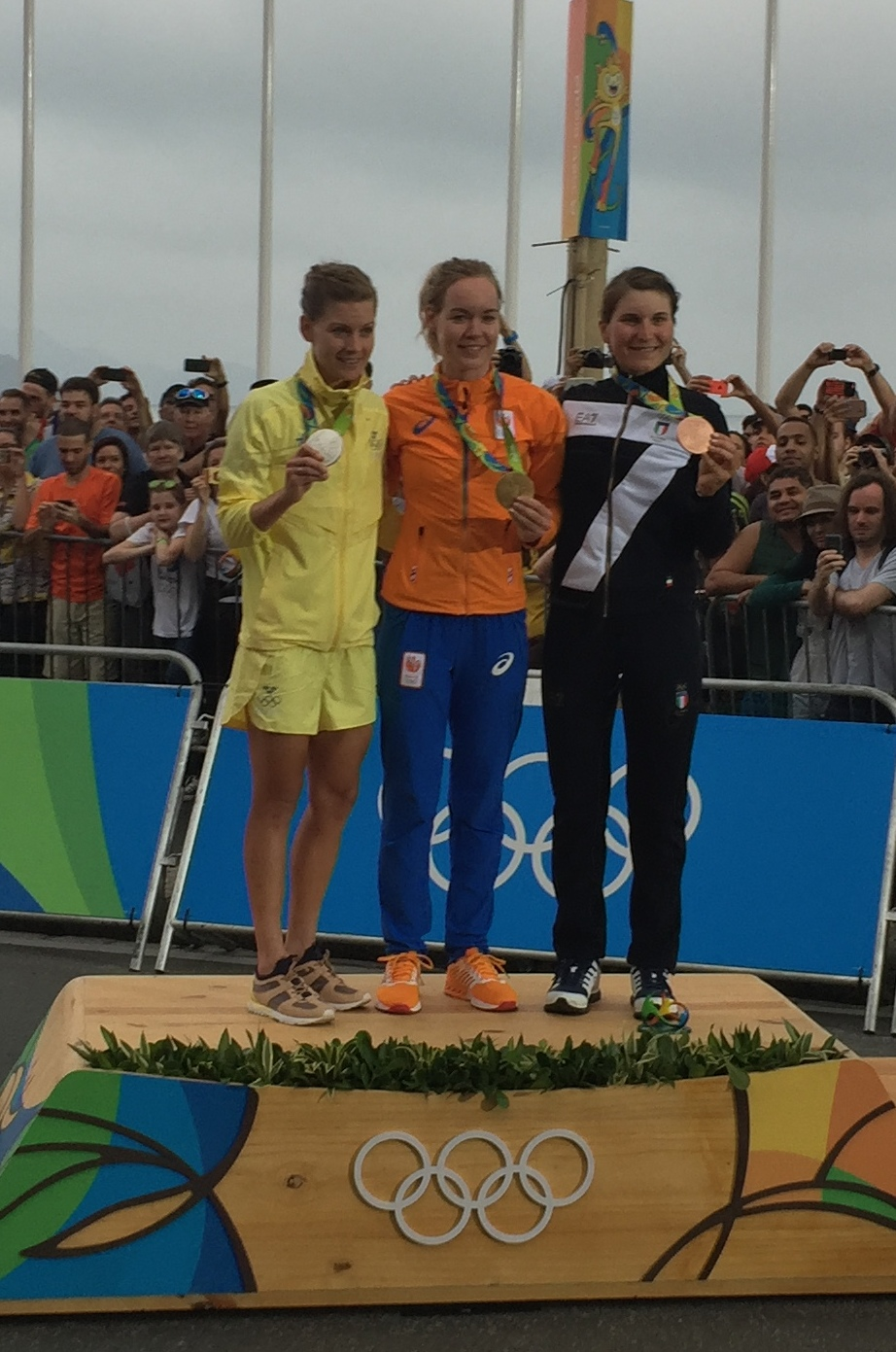
Anna van der Breggen &

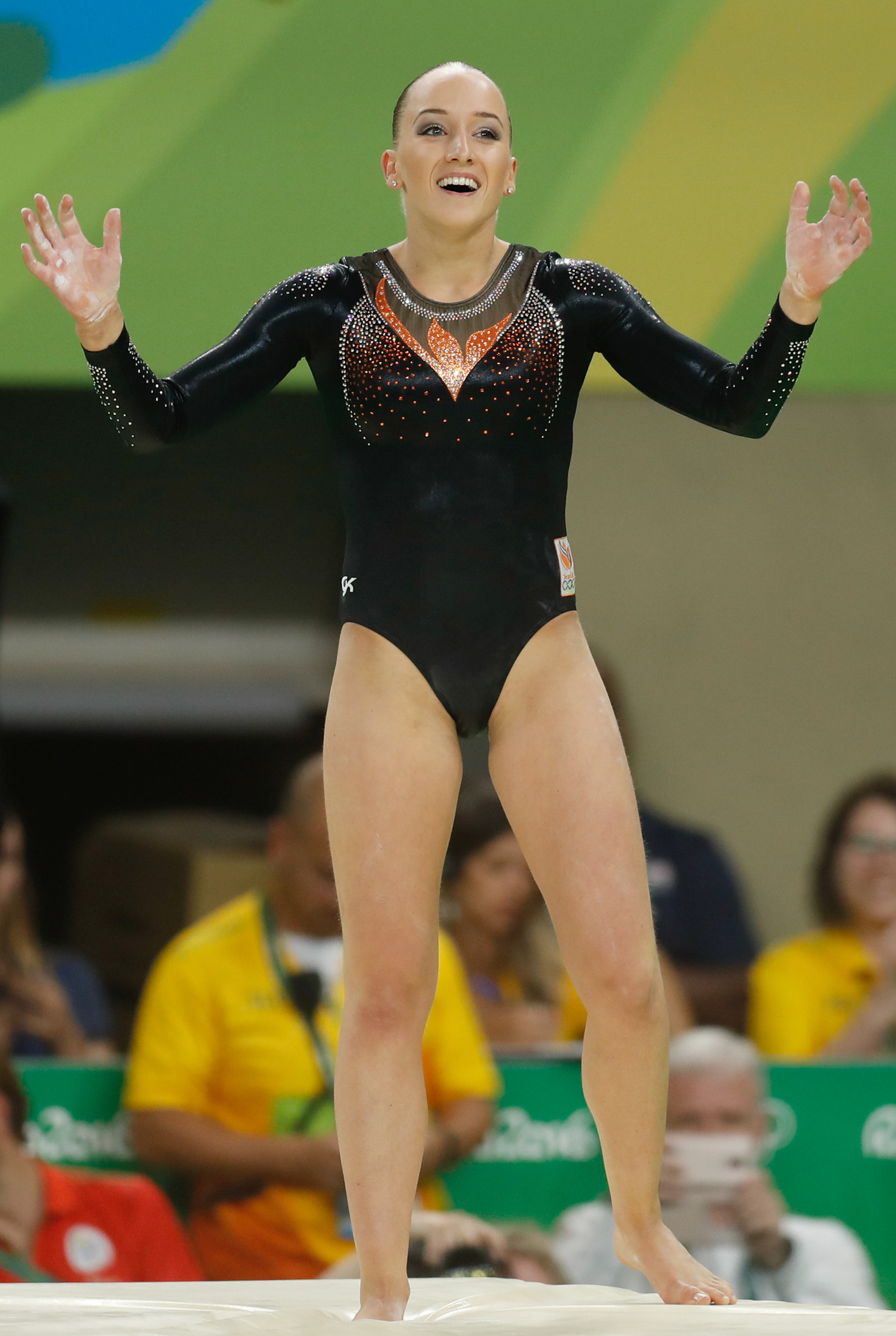
Sanne Wevers

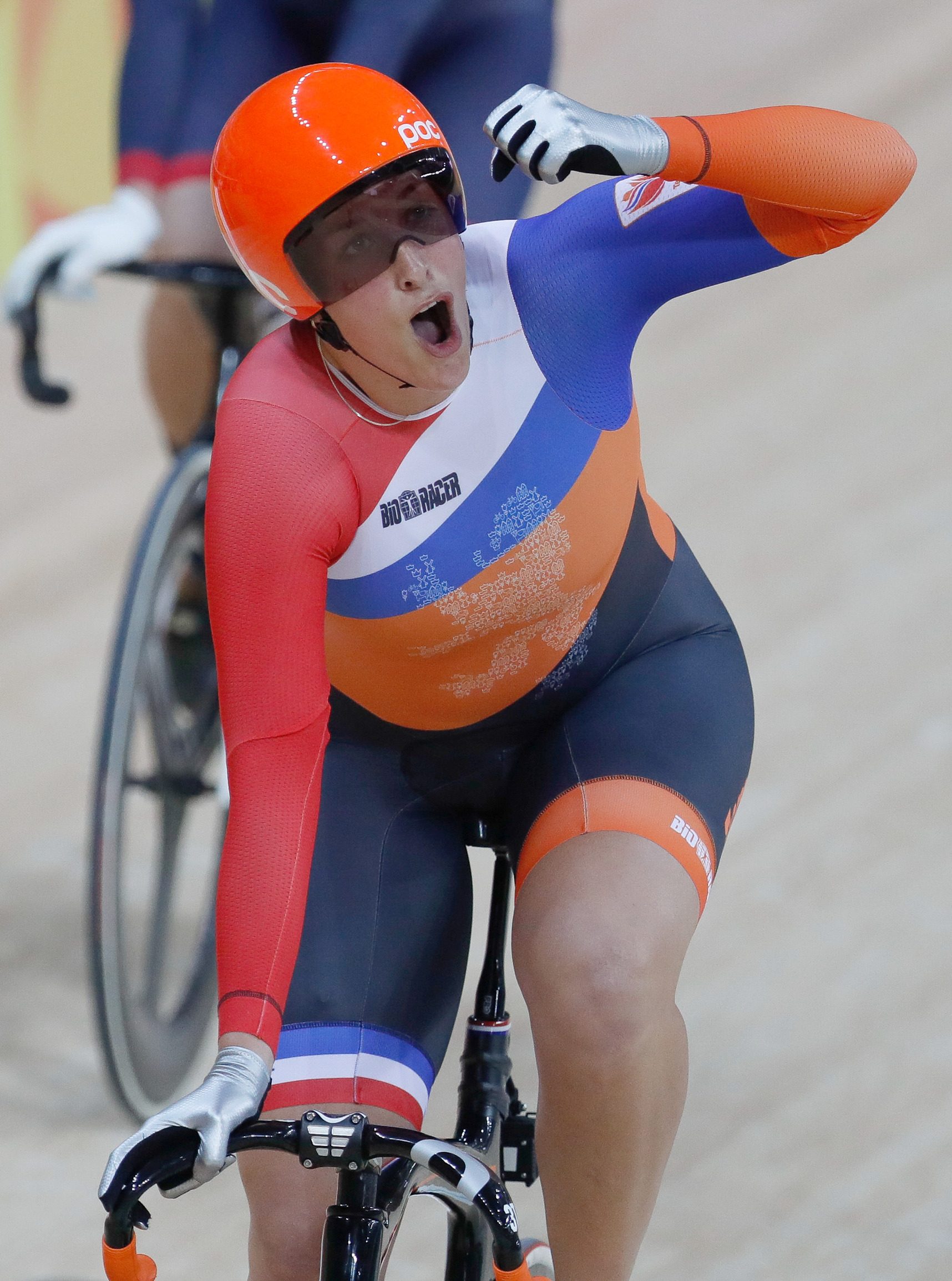
Elis Ligtlee

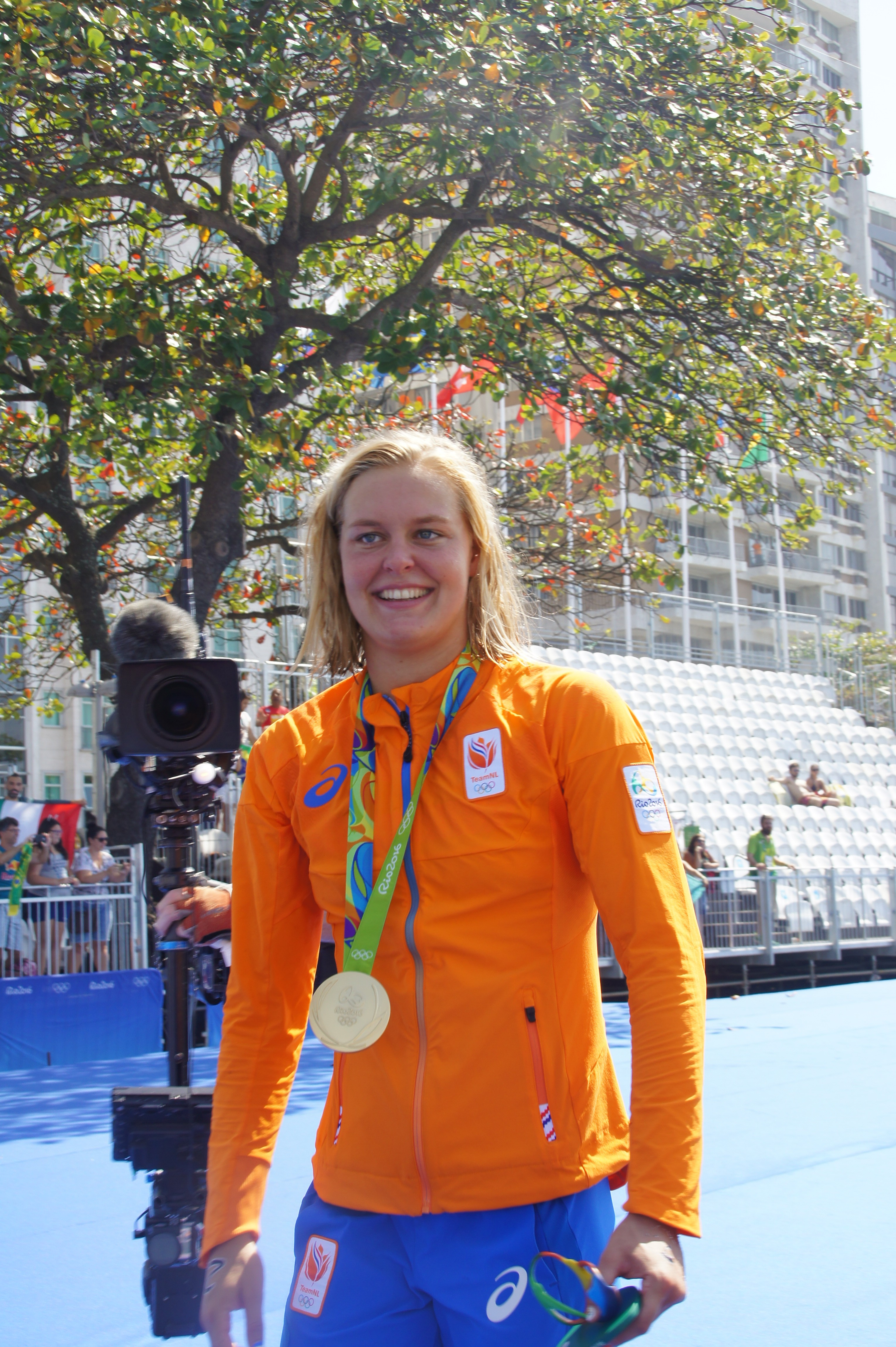
Sharon van Rouwendaal

| Sport | Olympiër(s) | Onderdeel               | Medaille |
| --- | --- | ----------------------- | -------- |
| Gymnastiek | Sanne Wevers | Balk (v)                | Goud     |
| Roeien | Maaike Head Ilse Paulis | Lichte dubbel-twee (v)  | Goud     |
| Wielersport | Elis Ligtlee | Keirin (v)              | Goud     |
| Wielersport | Anna van der Breggen | Wegwedstrijd (v)        | Goud     |
| Zeilen | Dorian van Rijsselberghe | RS:X (m)                | Goud     |
| Zeilen | Marit Bouwmeester | Laser Radial (v)        | Goud     |
| Zwemmen | Ferry Weertman | 10 km open water (m)    | Goud     |
| Zwemmen | Sharon van Rouwendaal | 10 km open water (v)    | Goud     |
| | |                         |          |
| Atletiek | Dafne Schippers | 200 m (v)               | Zilver   |
| Boksen | Nouchka Fontijn | –75 kg (v)              | Zilver   |
| Hockey | \| Hockeyteam vrouwen \| Hockeyteam vrouwen \| \| ----------------------------------------------------------------------------------------------------------------------------------------------------------------------------------------------------------------------------------------------------------- \| ------------------ \| \| Naomi van As Willemijn Bos Margot van Geffen Eva de Goede Carlien Dirkse van den Heuvel Ellen Hoog Kelly Jonker Marloes Keetels Laurien Leurink Caia van Maasakker Kitty van Male Maartje Paumen Joyce Sombroek Maria Verschoor Xan de Waard Lidewij Welten \| \| | Vrouwen                 | Zilver   |
| Roeien | Chantal Achterberg Nicole Beukers Inge Janssen Carline Bouw | Dubbel-vier (v)         | Zilver   |
| Wielersport | Jelle van Gorkom | BMX (m)                 | Zilver   |
| Wielersport | Matthijs Büchli | Keirin (m)              | Zilver   |
| Wielersport | Tom Dumoulin | Individuele tijdrit (m) | Zilver   |
| | |                         |          |
| Judo | Anicka van Emden | −63 kg (v)              | Brons    |
| Roeien | Kaj Hendriks Robert Lücken Boaz Meylink Boudewijn Röell Olivier Siegelaar Dirk Uittenbogaard Mechiel Versluis Tone Wieten Peter Wiersum (s) | Acht (m)                | Brons    |
| Volleybal | Alexander Brouwer Robert Meeuwsen | Beachvolleybal (m)      | Brons    |
| Wielersport | Anna van der Breggen | Individuele tijdrit (v) | Brons    |
| Hockeyteam vrouwen | |                         |          |
| Naomi van As Willemijn Bos Margot van Geffen Eva de Goede Carlien Dirkse van den Heuvel Ellen Hoog Kelly Jonker Marloes Keetels Laurien Leurink Caia van Maasakker Kitty van Male Maartje Paumen Joyce Sombroek Maria Verschoor Xan de Waard Lidewij Welten | |                         |          |

## Deelnemers
De onderstaande Nederlandse deelnemers en/of sportteams hadden zich weten te plaatsen voor de Olympische Zomerspelen 2016 in Rio de Janeiro.
De Nederlandse equipe bestond uit 237 sporters die aan 21 verschillende disciplines deelnamen.
Onder deze 237 deelnemers waren 105 mannen en 132 vrouwen.
(m) = mannen, (v) = vrouwen, (g) = gemengd

### Atletiek
| Olympiër                                                                                         | Onderdeel                | Resultaat | Prestatie |
| ------------------------------------------------------------------------------------------------ | ------------------------ | --------- | --- |
| Solomon Bockarie                                                                                 | 100 m (m)                | 48e       | Serie: 10,36 |
| Churandy Martina                                                                                 | 100 m (m)                | 26e       | Serie: 10,22 |
| Solomon Bockarie                                                                                 | 200 m (m)                | 25e       | Serie: 20,42 |
| Churandy Martina                                                                                 | 200 m (m)                | 5e        | Serie: 20,29 (17e) Halve finale: 20,10 (2e) Finale: 20,13 |
| Liemarvin Bonevacia                                                                              | 400 m (m)                | 15e       | Serie: 45,49 (16e) Halve finale: 45,03 |
| Abdi Nageeye                                                                                     | Marathon (m)             | 11e       | Finale: 2:13.01 (+ 4.17) |
| Solomon Bockarie Giovanni Codrington Dimitri Juliet Churandy Martina Hensley Paulina Jorén Tromp | 4×100 m (m)              | 14e       | Serie: 38,53 |
| Fabian Florant                                                                                   | Hink-stap-springen (m)   | 22e       | Kwalificatie: 16,51 m |
| Pieter Braun                                                                                     | Tienkamp (m)             | DNF       | opgave 0854 punten, 100 m (11,03) 0947 punten, verspringen (7,55 m) 0722 punten, kogelstoten (13,90 m) 0758 punten, hoogspringen (1,95 m) niet gestart bij de 400 m                                                                        |
| Eelco Sintnicolaas                                                                               | Tienkamp (m)             | DNF       | opgave 0890 punten, 100 m (10,87) niet gestart bij het verspringen |
|                                                                                                  |                          |           | |
| Dafne Schippers                                                                                  | 100 m (v)                | 5e        | Serie: 11,16 (7e) Halve finale: 10,90 (3e) Finale: 10,90 |
| Jamile Samuel                                                                                    | 200 m (v)                | 32e       | Serie: 23,04 |
| Tessa van Schagen                                                                                | 200 m (v)                | 50e       | Serie: 23,41 |
| Dafne Schippers                                                                                  | 200 m (v)                | Zilver    | Serie: 22,51 (5e) Halve finale: 21,96 (1e) Finale: 21,88 |
| Sifan Hassan                                                                                     | 800 m (v)                | 22e       | Serie: 2.00,27 |
| Sifan Hassan                                                                                     | 1500 m (v)               | 5e        | Serie: 4.06,64 (5e) Halve finale: 4.03,62 (2e) Finale: 4.11,23 |
| Maureen Koster                                                                                   | 1500 m (v)               | 32e       | Serie: 4.13,15 |
| Maureen Koster                                                                                   | 5000 m (v)               | DNS       | Serie: Teruggetrokken |
| Susan Kuijken                                                                                    | 5000 m (v)               | 8e        | Serie: 15.19,96 Finale: 15.00,69 |
| Susan Kuijken                                                                                    | 10.000 m (v)             | 14e       | Finale: 31.32,43 |
| Jip Vastenburg                                                                                   | 10.000 m (v)             | 28e       | Finale: 32.08,92 |
| Andrea Deelstra                                                                                  | Marathon (v)             | 60e       | Finale: 2:40.49 |
| Nadine Visser                                                                                    | 100 m horden (v)         | 29e       | Serie: 13,07 |
| Marije van Hunenstijn Tasa Jiya Jamile Samuel Tessa van Schagen Dafne Schippers Naomi Sedney     | 4×100 m (v)              | 9e        | Serie: 42,88 |
| Madiea Ghafoor Eva Hovenkamp Nicky van Leuveren Laura de Witte Lisanne de Witte                  | 4×400 m (v)              | 12e       | Serie: 3.26,98 NR |
| Melissa Boekelman                                                                                | Kogelstoten (v)          | 15e       | Kwalificatie: 17,69 m |
| Femke Pluim                                                                                      | Polsstokhoogspringen (v) | 29e       | Kwalificatie: 4,15 m |
| Nadine Broersen                                                                                  | Zevenkamp (v)            | 13e       | 6300 punten 1041 punten 100 m horden (13,56) 0941 punten Hoogspringen (1,77 m) 0797 punten Kogelstoten (14,04 m) 0892 punten 200 m: (24,94) 0896 punten Verspringen (6,15 m) 0876 punten Speerwerpen (50,80 m) 0857 punten 800 m (2.17,55) |
| Anouk Vetter                                                                                     | Zevenkamp (v)            | 10e       | 6394 punten 1055 punten 100 m horden (13,47) 0941 punten Hoogspringen (1,77 m) 0846 punten Kogelstoten (14,78 m) 0987 punten 200 m (23,93) 0880 punten Verspringen (6,10 m) 0830 punten Speerwerpen (48,42 m) 0855 punten 800 m: (2.17,71) |
| Nadine Visser                                                                                    | Zevenkamp (v)            | 19e       | 6190 punten 1121 punten 100 m horden (13,02) 0830 punten Hoogspringen (1,68 m) 0717 punten Kogelstoten (12,84 m) 0948 punten 200 m (24,34) 0959 punten Verspringen (6,35 m) 0715 punten Speerwerpen (42,48 m) 0900 punten 800 m (2.14,47)  |

- NR: Nederlands record

### Badminton
| Olympiër                  | Onderdeel      | Resultaat  | Prestatie |
| ------------------------- | -------------- | ---------- | --- |
| Eefje Muskens Selena Piek | Dubbelspel (v) | 1/4F       | Groepsfase: wonnen van THA Supajirakul / Taerattanachai 2–0 (21–13, 22–20) wonnen van IND Gutta / Ponnappa 2–1 (21–16, 16–21, 21–17) verloren van JPN Matsutomo / Takahashi 0–2 (9–21, 11–21) Kwartfinale: verloren van KOR Jung / Shin 1–2 (13–21, 22–20, 14–21) |
|                           |                |            | |
| Jacco Arends Selena Piek  | Dubbelspel (g) | Groepsfase | Groepsfase: verloren van JPN Kazuno / Kurihara 0–2 (14–21, 19–21) verloren van KOR Ko / Kim 0–2 (10–21, 10–21) wonnen van USA Chew / Subandhi 2–0 (21–15, 21–19)                                                                                                  |

### Boksen
| Olympiër         | Onderdeel  | Resultaat | Prestatie |
| ---------------- | ---------- | --------- | --- |
| Enrico Lacruz    | –60 kg (m) | 1/8F      | 1/16 finale: won van TPE Lai Chun-en 1/8 finale: verloor van MGL Dorjnyambuugiin Otgondalai                           |
| Peter Müllenberg | –81 kg (m) | 1/8F      | 1/16 finale: won van IRI Ehsan Rouzbahani 1/8 finale: verloor van AZE Teymur Mammadov                                 |
|                  |            |           | |
| Nouchka Fontijn  | –75 kg (v) | Zilver    | Kwartfinale: won van GBR Savannah Marshall Halve finale: won van CHN Li Qian Finale: verloor van USA Claressa Shields |

### Boogschieten
| Olympiër                                           | Onderdeel       | Resultaat | Prestatie |
| -------------------------------------------------- | --------------- | --------- | --- |
| Sjef van den Berg                                  | Individueel (m) | 4e        | Plaatsingsronde: 684 punten (4e) 1/32 finale: won van TGA Arne Jensen (7–3) 1/16 finale: won van TUR Mete Gazoz (7–3) 1/8 finale: won van CHI Ricardo Soto (6*–5) Kwartfinale: won van KOR Lee Seung-yun (6–4) Halve finale: verloor van FRA Jean-Charles Valladont (3–7) Troostfinale: verloor van USA Brady Ellison (2–6) |
| Mitch Dielemans                                    | Individueel (m) | 1/32F     | Plaatsingsronde: 634 punten (58e) 1/32 finale: verloor van JPN Takaharu Furukawa (7–1) |
| Rick van der Ven                                   | Individueel (m) | 1/32F     | Plaatsingsronde: 663 punten (27e) 1/32 finale: verloor van GBR Patrick Huston (6–4) |
| Sjef van den Berg Mitch Dielemans Rick van der Ven | Team (m)        | 1/4F      | Plaatsingsronde: 1981 punten (9e) 1/8 finale: won van Spanje (5–1) Kwartfinale: verloor van Zuid-Korea (0–6) |

(*) Winst na shoot-off.

### Golf
| Olympiër     | Onderdeel | Resultaat | Prestatie |
| ------------ | --------- | --------- | --- |
| Joost Luiten | Mannen    | 27e       | Ronde 1: 72 (+1) (34e) Ronde 2: 70 (−1) (22e) Ronde 3: 70 (−1) (23e) Ronde 4: 70 (–1) (26e) Totaal: 282 (–2) |

### Gymnastiek
| Olympiër                                                                     | Onderdeel                 | Resultaat | Prestatie                                                      |
| Turnen                                                                       | Turnen                    | Turnen    | Turnen                                                         |
| ---------------------------------------------------------------------------- | ------------------------- | --------- | -------------------------------------------------------------- |
| Bart Deurloo Yuri van Gelder Frank Rijken Jeffrey Wammes Epke Zonderland     | Meerkamp, team (m)        | 10e       | Kwalificatie: 257,686                                          |
| Bart Deurloo                                                                 | Meerkamp, individueel (m) | 15e       | Kwalificatie: 86,990 (14e) Finale: 87,598                      |
| Yuri van Gelder                                                              | Ringen (m)                | 10e       | Kwalificatie: 15,333 (8e) Finale: Teruggetrokken door NOC*NSF. |
| Epke Zonderland                                                              | Rekstok (m)               | 7e        | Kwalificatie: 15,366 (3e) Finale: 14,033                       |
|                                                                              |                           |           |                                                                |
| Céline van Gerner Vera van Pol Eythora Thorsdottir Lieke Wevers Sanne Wevers | Meerkamp, team (v)        | 7e        | Kwalificatie: 171,929 (8e) Finale: 172,447                     |
| Eythora Thorsdottir                                                          | Meerkamp, individueel (v) | 9e        | Kwalificatie: 57,566 (8e) Finale: 57,632                       |
| Lieke Wevers                                                                 | Meerkamp, individueel (v) | 20e       | Kwalificatie: 56,782 (17e) Finale: 55,865                      |
| Sanne Wevers                                                                 | Balk (v)                  | Goud      | Kwalificatie: 15,066 (4e) Finale: 15,466                       |

### Handbal
| Olympiër | Onderdeel | Resultaat | Prestatie |
| --- | --------- | --------- | --- |
| Lois Abbingh Yvette Broch Kelly Dulfer Michelle Goos Nycke Groot Laura van der Heijden Jasmina Janković Ailly Luciano Angela Malestein Sanne van Olphen Estavana Polman Martine Smeets Danick Snelder Tess Wester | Vrouwen   | 4e        | Groepsfase: 14–18 Frankrijk 26–18 Argentinië 32–32 Zuid-Korea 29–29 Zweden 34–38 Rusland Kwartfinale: 32–23 Brazilië Halve finale: 23–24 Frankrijk Troostfinale: 23–36 Noorwegen |

Als reserve waren Debbie Bont, Sanne Hoekstra, Isabelle Jongenelen, Lynn Knippenborg, Jessy Kramer, Esther Schop, Marieke van der Wal geselecteerd.

### Hockey

#### Mannen
| Olympiër | Onderdeel | Resultaat | Prestatie |
| --- | --------- | --------- | --- |
| Seve van Ass Sander Baart Billy Bakker Jorrit Croon Jeroen Hertzberger Rogier Hofman Robert van der Horst Robbert Kemperman Mirco Pruyser Glenn Schuurman Jaap Stockmann Hidde Turkstra Valentin Verga Bob de Voogd Mink van der Weerden Sander de Wijn | Mannen    | 4e        | Groepsfase: 3–3 Argentinië 5–0 Ierland 7–0 Canada 2–1 India 1–2 Duitsland Kwartfinale: 4–0 Australië Halve finale: 1–3 België Troostfinale: 1–1 Duitsland (3–4 na shoot-outs) |

Als reserve waren Pirmin Blaak en Constantijn Jonker geselecteerd.

#### Vrouwen
| Olympiër | Onderdeel | Resultaat | Prestatie |
| --- | --------- | --------- | --- |
| Naomi van As Willemijn Bos Carlien Dirkse van den Heuvel Margot van Geffen Eva de Goede Ellen Hoog Kelly Jonker Marloes Keetels Laurien Leurink Caia van Maasakker Kitty van Male Maartje Paumen Joyce Sombroek Maria Verschoor Xan de Waard Lidewij Welten | Vrouwen   | Zilver    | Groepsfase: 5–0 Spanje 4–0 Zuid-Korea 1–0 China 1–1 Nieuw-Zeeland 2–0 Duitsland Kwartfinale: 3–2 Argentinië Halve finale: 1–1 Duitsland (4–3 na shoot-outs) Finale: 3–3 Groot-Brittannië (0–2 na shoot-outs) |

Als reserve waren Larissa Meijer, Laura Nunnink en Michelle van der Pols geselecteerd.

### Judo
| Olympiër          | Onderdeel   | Resultaat | Prestatie |
| ----------------- | ----------- | --------- | --- |
| Jeroen Mooren     | −60 kg (m)  | 1/32F     | 1/32 finale: verloor van RUS Beslan Moedranov |
| Dex Elmont        | −73 kg (m)  | 1/16F     | 1/32 finale: won van UZB Mirali Sharipov 1/16 finale: verloor van HUN Miklós Ungvári |
| Frank de Wit      | −81 kg (m)  | 1/32F     | 1/32 finale: verloor van BUL Ivaylo Ivanov |
| Noël van 't End   | −90 kg (m)  | 1/32F     | 1/32 finale: verloor van MGL Lkhagvasürengiin Otgonbaatar |
| Henk Grol         | −100 kg (m) | 1/16F     | 1/32 finale: won van CAN Kyle Reyes 1/16 finale: verloor van FRA Cyrille Maret |
| Roy Meyer         | +100 kg (m) | 1/4F      | 1/16 finale: won van CGO Deo Gracia Ngokaba 1/8 finale: won van KOR Kim Sung-Min Kwartfinale: verloor van ISR Or Sasson Herkansing: verloor van BRA Rafael Silva                                                               |
|                   |             |           | |
| Sanne Verhagen    | −57 kg (v)  | 1/16F     | 1/32 finale: won van SEN Hortense Diédhiou 1/16 finale: verloor van MGL Dorjsürengiin Sumiyaa |
| Anicka van Emden  | −63 kg (v)  | Brons     | 1/32 finale: won van RUS Jekaterina Valkova 1/16 finale: won van GBR Alice Schlesinger Kwartfinale: verloor van FRA Clarisse Agbegnenou Herkansing: won van AUT Kathrin Unterwurzacher Troostfinale: won van BRA Mariana Silva |
| Kim Polling       | −70 kg (v)  | 1/16F     | 1/16 finale: verloor van JPN Haruka Tachimoto |
| Marhinde Verkerk  | −78 kg (v)  | 1/16F     | 1/16 finale: verloor van CUB Yalennis Castillo |
| Tessie Savelkouls | +78 kg (v)  | 1/4F      | 1/8 finale: won van LTU Svitlana Laromka Kwartfinale: verloor van JPN Kanae Yamabe Herkansing: verloor van KOR Kim Min-jeong                                                                                                   |

### Paardensport
| Olympiër                                                                    | Onderdeel   | Resultaat | Prestatie |
| Dressuur                                                                    | Dressuur    | Dressuur  | Dressuur |
| --------------------------------------------------------------------------- | ----------- | --------- | --- |
| Adelinde Cornelissen op Jerich Parzival                                     | Individueel | DNF       | Grand Prix: Afgebroken |
| Edward Gal op Glock's voice                                                 | Individueel | -         | Grand Prix: 75,271% Grand Prix Special: 73,655% Kür op muziek: |
| Hans Peter Minderhoud op Glock's Johnson TN                                 | Individueel | 9e        | Grand Prix: 76,957% Grand Prix Special: 75,224% Kür op muziek: 80,571% |
| Diederik van Silfhout op Arlando                                            | Individueel | 11e       | Grand Prix: 75,900% Grand Prix Special: 76,092% Kür op muziek: 79,535% |
| Adelinde Cornelissen Edward Gal Hans Peter Minderhoud Diederik van Silfhout | Team        | 4e        | Grand Prix: 76,043% Grand Prix Special: 74.991% Totaal: 75.517% |
| Eventing                                                                    |             |           | |
| Merel Blom op Rumour Has It                                                 | Individueel | 19e       | Dressuur: 54,40 Terreinproef: 12,00 Springen: 10,00 Totaal: 76,40 |
| Tim Lips op Bayro                                                           | Individueel | 21e       | Dressuur: 46,00 Terreinproef: 28,00 Springen: 8,00 Totaal: 82,00 |
| Alice Naber-Lozeman op ACSI Peter Parker                                    | Individueel | 32e       | Dressuur: 46,20 Terreinproef: 52,00 Springen: 4,00 Totaal: 102,20 |
| Theo van de Vendel op Zindane                                               | Individueel | DNF       | Dressuur: 65,70 Terreinproef: Uitgeschakeld |
| Merel Blom Tim Lips Alice Naber-Lozeman Theo van de Vendel                  | Team        | 6e        | Dressuur: 146,60 Terreinproef: 92,00 Springen: 14,00 Totaal: 252,60 |
| Springconcours                                                              |             |           | |
| Jeroen Dubbeldam op SFN Zenith                                              | Individueel | 7e        | Kwalificatie ronde 1: 4 Kwalificatie ronde 2: 0 strafpunten Kwalificatie ronde 3: 5 strafpunten Finale ronde 1: 0 stafpunten Finale ronde 2: 1 stafpunt Totaal finale: 1 strafpunt               |
| Harrie Smolders op Emerald                                                  | Individueel | DNF       | Kwalificatie ronde 1: 0 strafpunten Kwalificatie ronde 2: 0 strafpunten Kwalificatie ronde 3: 12 strafpunten Finale ronde 1: 4 stafpunten Finale ronde 2: niet gestart                           |
| Maikel van der Vleuten op Verdi                                             | Individueel | 20e       | Kwalificatie ronde 1: 0 strafpunten Kwalificatie ronde 2: 0 strafpunten Kwalificatie ronde 3: 1 strafpunt Finale ronde 1: 4 stafpunten Finale ronde 2: 5 stafpunten Totaal finale: 9 strafpunten |
| Jur Vrieling op Zirocco Blue                                                | Individueel | DSQ       | Kwalificatie ronde 1: DSQ |
| Jeroen Dubbeldam Harrie Smolders Maikel van der Vleuten Jur Vrieling        | Team        | 7e        | Kwalificatie: 4 strafpunten (3e) Finale: 18 strafpunten (7e) |

Reserve springconcours
Naast de ruiters binnen het olympische dorp, was ook Gerco Schröder met zijn paard London aanwezig in Rio de Janeiro als reserve, hij bevond zich echter buiten het olympische dorp.

### Roeien
| Olympiër | Onderdeel              | Resultaat | Prestatie                                                                                        |
| --- | ---------------------- | --------- | ------------------------------------------------------------------------------------------------ |
| Roel Braas Mitchel Steenman | Twee-zonder (m)        | 8e        | Serie: 7.22,93 (11e) Herkansing: 6.34,16 (1e) Halve finale A/B 1: 6.26,94 (4e) Finale B: 7.01,88 |
| Bjorn van den Ende Jort van Gennep Tim Heijbrock Joris Pijs                                                                                           | Lichte vier-zonder (m) | 11e       | Serie: 6.07,88 (9e) Halve finale: 6.12,87 (5e) Finale B: 6.37,28                                 |
| Harold Langen Peter van Schie Govert Viergever Vincent van der Want                                                                                   | Vier-zonder (m)        | 5e        | Serie: 6.00,55 (8e) Halve finale A/B 2: 6.21,04 (3e) Finale A: 6.08,38                           |
| Kaj Hendriks Robert Lücken Boaz Meylink Boudewijn Röell Olivier Siegelaar Dirk Uittenbogaard Mechiel Versluis Tone Wieten Peter Wiersum (stuurman)    | Acht (m)               | Brons     | Serie: 5.36,16 (3e) Herkansing: 5.52,95 (2e) Finale A: 5.31,59                                   |
| |                        |           |                                                                                                  |
| Aletta Jorritsma Karien Robbers | Twee-zonder (v)        | 13e       | Serie: 7.23,10 (14e) Herkansing: 8.03,07 (5e) Finale C: 8.23,61                                  |
| Maaike Head Ilse Paulis | Lichte dubbel-twee (v) | Goud      | Serie: 6.57,28 (1e) Halve finale A/B 2: 7.13,93 (1e) Finale A: 7.04,73                           |
| Chantal Achterberg Nicole Beukers Carline Bouw Inge Janssen                                                                                           | Dubbel-vier (v)        | Zilver    | Serie: 6.38,58 (5e) Herkansing: 6.24,61 (1e) Finale A: 6.50,33                                   |
| Claudia Belderbos Wianka van Dorp Ellen Hogerwerf Monica Lanz Olivia van Rooijen Lies Rustenburg Sophie Souwer José van Veen Ae-Ri Noort (stuurvrouw) | Acht (v)               | 6e        | Serie 5.36,16 (4e) Herkansing: 5.52,95 (4e) Finale A: 6.08,37                                    |

### Schermen
| Olympiër      | Onderdeel       | Resultaat | Prestatie                                       |
| Degen         | Degen           | Degen     | Degen                                           |
| ------------- | --------------- | --------- | ----------------------------------------------- |
| Bas Verwijlen | Individueel (m) | 1/16F     | 1/16 finale: verloor van RUS Anton Avdejev 9–15 |

### Schoonspringen
| Olympiër      | Onderdeel         | Resultaat | Prestatie                                    |
| ------------- | ----------------- | --------- | -------------------------------------------- |
| Uschi Freitag | 3 meter plank (v) | 14e       | Voorronde: 317.10 (11e) Halve finale: 298.95 |

### Taekwondo
| Olympiër       | Onderdeel  | Resultaat | Prestatie                                                                         |
| -------------- | ---------- | --------- | --------------------------------------------------------------------------------- |
| Reshmie Oogink | +67 kg (v) | 1/4F      | 1/8 finale: won van CAM Sorn Seavmey Kwartfinale: verloor van USA Jackie Galloway |

### Tafeltennis
| Olympiër                     | Onderdeel     | Resultaat | Prestatie                                                                                  |
| ---------------------------- | ------------- | --------- | ------------------------------------------------------------------------------------------ |
| Li Jiao                      | Enkelspel (v) | 1/16F     | 1/16 finale: verloor van FRA Li Xue 3–4                                                    |
| Li Jie                       | Enkelspel (v) | 1/16F     | 1/32 finale: won van THA Suthasini Sawettabut 4-2 1/16 finale: verloor van AUT Liu Jia 1–4 |
| Britt Eerland Li Jiao Li Jie | Team (v)      | 1/8F      | 1/8 finale: verloren van AUT Liu Jia Li Qiangbing Sofia Polcanova                          |

### Tennis
| Olympiër                       | Onderdeel      | Resultaat | Prestatie                                                                 |
| ------------------------------ | -------------- | --------- | ------------------------------------------------------------------------- |
| Robin Haase                    | Enkelspel (m)  | 1/32F     | 1/32 finale: verloor van POR João Sousa 1–6, 5–7                          |
| Robin Haase Jean-Julien Rojer  | Dubbelspel (m) | 1/16F     | 1/16 finale: verloren van ESP Marc López / Rafael Nadal 4–6, 4–6          |
|                                |                |           |                                                                           |
| Kiki Bertens                   | Enkelspel (v)  | 1/32F     | 1/32 finale: verloor van ITA Sara Errani 6–4, 4–6, 3–6                    |
|                                |                |           |                                                                           |
| Kiki Bertens Jean-Julien Rojer | Dubbelspel (g) | 1/8F      | 1/8 finale: verloren van USA Venus Williams / Rajeev Ram 7–6, 6–7, [8–10] |

### Triatlon
| Olympiër      | Onderdeel | Resultaat | Prestatie        |
| ------------- | --------- | --------- | ---------------- |
| Rachel Klamer | Vrouwen   | 10e       | 1:58.55 (+ 2.39) |

### Volleybal

#### Beachvolleybal
| Olympiër                                | Onderdeel | Resultaat  | Prestatie |
| --------------------------------------- | --------- | ---------- | --- |
| Alexander Brouwer Robert Meeuwsen       | Mannen    | Brons      | Groepsfase: RUS Barsoek / Ljamin 2–0 (21–15, 21–14) GER Böckermann / Flüggen 2–1 (21–19, 17–21, 16–14) POL Kantor / Łosiak 2–0 (21–19, 21–19) 1/8 finale: CAN Saxton / Schalk 2–0 (21–12, 21–15) Kwartfinale: NED Nummerdor / Varenhorst 2–0 (25–23, 21–17) Halve finale: BRA Cerutti / Schmidt 1–2 (17–21, 23–21, 14–16) Troostfinale: RUS Krasilnikov / Semjonov 2–0 (23–21, 22–20) |
| Reinder Nummerdor Christiaan Varenhorst | Mannen    | 1/4F       | Groepsfase: CHI Grimalt / Grimalt 2–0 (21–16, 21–13) POL Fijałek / Prudel 2–1 (21–17, 19–21, 15–9) RUS Krasilnikov – Semjonov 1–2 (15–21, 21–14, 9–15) 1/8 finale: MEX Ontiveros / Virgen 2–0 (21–12, 21–15) Kwartfinale: NED Brouwer / Meeuwsen 0–2 (23–25, 17–21) |
|                                         |           |            | |
| Marleen van Iersel Madelein Meppelink   | Vrouwen   | 1/8F       | Groepsfase: VEN Agudo / Pazo 2–0 (21–17, 21–11) CRC Alfaro / Cope 2–0 (21–16, 21–16) AUS Bawden / Clancy 1–2 (25–27, 21–18, 14–16) 1/8 finale: SUI Heidrich / Zumkehr 1–2 (21–19, 13–21, 10–15) |
| Sophie van Gestel Jantine van der Vlist | Vrouwen   | Groepsfase | Groepsfase: CAN Bansley / Pavan 0–2 (15–21, 17–21) GER Borger / Büthe 0–2 (19–21, 14–21) SUI Heidrich / Zumkehr 1–2 (21–17, 11–21, 8–15) |

#### Zaalvolleybal
| Olympiër | Onderdeel | Resultaat | Prestatie |
| --- | --------- | --------- | --- |
| Maret Balkestein-Grothues Yvon Beliën Anne Buijs Laura Dijkema Robin de Kruijf Judith Pietersen Celeste Plak Myrthe Schoot Lonneke Slöetjes Debby Stam Quinta Steenbergen Femke Stoltenborg | Vrouwen   | 4e        | Groepsfase: China 3–2 (23–25, 25–21, 25–18, 22–25, 15–13) Verenigde Staten 2–3 (25–18, 18–25, 25–21, 20–25, 8–15) Italië 3–0 (25–21, 25–20, 25–20) Puerto Rico 3–0 (25–14, 25–22, 25–16) Servië 3–2 (25–22, 25–20, 22–25, 18–25, 15–8) Kwartfinale: Zuid-Korea 3–1 (25–19, 24–14, 23–25, 25–20) Halve finale: China 1–3 (25–27, 25–23, 27–29, 23–25) Troostfinale: 1–3 Verenigde Staten (23–25, 27–25, 22–25, 19–25) |

### Wielersport
| Olympiër                                                                                 | Onderdeel                | Resultaat      | Prestatie |
| Baanwielrennen                                                                           | Baanwielrennen           | Baanwielrennen | Baanwielrennen |
| ---------------------------------------------------------------------------------------- | ------------------------ | -------------- | --- |
| Theo Bos                                                                                 | Keirin (m)               | 17e            | Ronde 1 (heat 1): 10,237 (3e) Herkansing (heat 1): 10,478 (3e) |
| Matthijs Büchli                                                                          | Keirin (m)               | Zilver         | Ronde 1 (heat 3): 10,380 (2e) Ronde 2 (heat 1): 10,773 (2e) Finale: 10,153 (2e) |
| Theo Bos                                                                                 | Olympische sprint (m)    | 21e            | Kwalificaties: 10,140 (21e) |
| Jeffrey Hoogland                                                                         | Olympische sprint (m)    | 11e            | Kwalificaties: 9,837 (8e) 1/16 finale (heat 8): 10,181 (1e) 1/8 finale (heat 5): 10,224 (2e) Herkansing (heat 2): 10,574s (3e) Troostfinale: 10,401s |
| Tim Veldt                                                                                | Omnium (m)               | 9e             | Scratch: 10 pnt (16e) Achtervolging: 4.22,856 28 pnt (7e) Afvalkoers: 10 pnt (16e) 500 m tijdrit: 1.03,464 28 pnt (7e) Vliegende ronde: 13,170 28 pnt (7e) Puntenkoers: 7 pnt (7e) Totaal punten: 111                                                                                    |
| Theo Bos Matthijs Büchli Jeffrey Hoogland Nils van 't Hoenderdaal                        | Teamsprint (m)           | 6e             | Kwalificaties: 43,688 (6e) Ronde 1 (heat 2): 43,552 (2e) verloren van Australië |
| Joost van der Burg Nils van 't Hoenderdaal Jan-Willem van Schip Wim Stroetinga Tim Veldt | Ploegenachtervolging (m) | DNF            | Kwalificaties: Door een val uitgeschakeld en niet gefinisht |
|                                                                                          |                          |                | |
| Elis Ligtlee                                                                             | Keirin (v)               | Goud           | Ronde 1 (heat 4): 11,440 (1e) Ronde 2 (heat 1): 11,686 (2e) Finale: 11,217 |
| Laurine van Riessen                                                                      | Keirin (v)               | 9e             | Ronde 1 (heat 2): 15,399 (4e) Herkansing (heat 3): 11,293 (1e) Ronde 2 (heat 2): 11,300 (4e) Troostfinale: 11,547 |
| Elis Ligtlee                                                                             | Olympische sprint (v)    | 4e             | Kwalificaties: 10,803 (4e) 1/16 finale (heat 4): 11,425 (1e) 1/8 finale (heat 4): 11,360 (1e) 1/4 finale (heat 4): 11,405 (1e) 1/2 finale (heat 1 - race 1): 11,284 (2e) 1/2 finale (heat 1 - race 2): 11,370 (2e) Troostfinale (race 1): 11,324 (2e) Troostfinale (race 2): 11,431 (2e) |
| Laurine van Riessen                                                                      | Olympische sprint (v)    | 16e            | Kwalificaties: 11,023 (13e) 1/16 finale (heat 6): 11,458 (2e) Herkansing (heat 1): 11,788 (3e) |
| Kirsten Wild                                                                             | Omnium (v)               | 6e             | Scratch: 24 pnt (9e) Achtervolging: 3.31,941 32 pnt (5e) Afvalkoers: 34 pnt (4e) 500 m tijdrit:36,562 16 pnt (13e) Vliegende ronde: 14,023 34 pnt (4e) Puntenkoers: 43 pnt (5e) Totaal punten: 183                                                                                       |
| Elis Ligtlee Laurine van Riessen                                                         | Teamsprint (v)           | 5e             | Kwalificaties: 33,189 (5e) Ronde 1 (heat 1): 32,792 |
| BMX                                                                                      |                          |                | |
| Twan van Gendt                                                                           | Mannen                   | 1/2F           | Plaatsingsronde: 34,933 (6e) Kwartfinale: 10 plaatsingspunten (3e) Halve finale: 14 plaatsingspunten (5e) |
| Jelle van Gorkom                                                                         | Mannen                   | Zilver         | Plaatsingsronde: 35,413 (17e) Kwartfinale: 6 plaatsingspunten (1e) Halve finale: 11 plaatsingspunten (2e) Finale: 35,316 |
| Niek Kimmann                                                                             | Mannen                   | 7e             | Plaatsingsronde: 35,070 (8e) Kwartfinale: 14 plaatsingspunten (4e) Halve finale: 12 plaatsingspunten (3e) Finale: 36,579 |
|                                                                                          |                          |                | |
| Merle van Benthem                                                                        | Vrouwen                  | 1/2F           | Plaatsingsronde: 35,644 (9e) Halve finale: 21 plaatsingspunten (8e) |
| Laura Smulders                                                                           | Vrouwen                  | 7e             | Plaatsingsronde: 35,114 (3e) Halve finale: 4 plaatsingspunten (1e) Finale: 1.52,235 |
| Mountainbiken                                                                            |                          |                | |
| Rudi van Houts                                                                           | Crosscountry (m)         | DNF            | Uitgevallen |
|                                                                                          |                          |                | |
| Anne Terpstra                                                                            | Crosscountry (v)         | 15e            | 1:36.33 (+ 6.18) |
| Wegwielrennen                                                                            |                          |                | |
| Tom Dumoulin                                                                             | Individuele tijdrit (m)  | Zilver         | 1:13.02,83 (+ 47,41) |
| Tom Dumoulin                                                                             | Wegwedstrijd (m)         | DNF            | Afgestapt |
| Steven Kruijswijk                                                                        | Wegwedstrijd (m)         | 39e            | 6:22.23 (+ 12.18) |
| Bauke Mollema                                                                            | Wegwedstrijd (m)         | 17e            | 6:13.36 (+ 3.31) |
| Wout Poels                                                                               | Wegwedstrijd (m)         | DNF            | Uitgevallen |
|                                                                                          |                          |                | |
| Anna van der Breggen                                                                     | Individuele tijdrit (v)  | Brons          | 44.37,80 (+ 11,38) |
| Ellen van Dijk                                                                           | Individuele tijdrit (v)  | 4e             | 44.48,74 (+ 22,32) |
| Anna van der Breggen                                                                     | Wegwedstrijd (v)         | Goud           | 3:51.27 |
| Ellen van Dijk                                                                           | Wegwedstrijd (v)         | 21e            | 3:56.34 (+ 5.07) |
| Annemiek van Vleuten                                                                     | Wegwedstrijd (v)         | DNF            | Uitgevallen |
| Marianne Vos                                                                             | Wegwedstrijd (v)         | 9e             | 3:52.41 (+ 1.14) |

Reserve teamsprint vrouwen
Naast Ligtlee en Van Riessen was ook Shanne Braspennincx aanwezig in Rio de Janeiro als eerste reserve van de teamsprint voor vrouwen. Zij bevond zich echter buiten het olympische dorp.
Reserve teamsprint mannen
Nils van 't Hoenderdaal ging mee als onderdeel van de achtervolgingsploeg, maar kwam hier door een val in de kwalificatie niet in actie. Als onderdeel van TeamNL mocht hij hierdoor ook als reserve meedoen aan de teamsprint. Dit is zijn specialisatie, waarvoor hij oorspronkelijk niet was geselecteerd, omdat het team uit slechts drie renners mocht bestaan en hij de vierde man was.

### Worstelen
| Olympiër        | Onderdeel   | Resultaat   | Prestatie                                       |
| Vrije stijl     | Vrije stijl | Vrije stijl | Vrije stijl                                     |
| --------------- | ----------- | ----------- | ----------------------------------------------- |
| Jessica Blaszka | –48 kg (v)  | 1/8F        | 1/8 finale: verloor van USA Haley Augello (0–7) |

### Zeilen
| Olympiër                          | Onderdeel        | Resultaat | Prestatie                                                                  |
| --------------------------------- | ---------------- | --------- | -------------------------------------------------------------------------- |
| Dorian van Rijsselberghe          | RS:X (m)         | Goud      | 25 pnt (5, 3, 1, 4, 1, 1, 4, 1, 1, 1, 1, 6 medaillerace: 2 )               |
| Rutger van Schaardenburg          | Laser (m)        | 9e        | 118 pnt (3, 21, 24, 8, 1, 4, 22, 4, 21, 24 medaillerace: 10 )              |
| Pieter-Jan Postma                 | Finn (m)         | 10e       | 105 pnt (14, 13, 12, 4, 4, 6, 14, 1, 19, 24DSQ medaillerace: 18 )          |
|                                   |                  |           |                                                                            |
| Lilian de Geus                    | RS:X (v)         | 4e        | 70 pnt (3, 4, 14, 3, 3, 7, 15, 19, 5, 2, 7, 5 medaillerace: 2 )            |
| Marit Bouwmeester                 | Laser Radial (v) | Goud      | 61 pnt (6, 4, 14, 4, 1, 6, 6, 13, 5, 2 medaillerace: 14 )                  |
| Annemiek Bekkering Annette Duetz  | 49erFX (v)       | 7e        | 97 pnt (21UFD, 10, 12, 3, 8, 3, 5, 7, 13, 11, 3, 10 medaillerace: 12 )     |
| Afrodite Zegers Anneloes van Veen | 470 (v)          | 4e        | 63 pnt (15, 2, 8, 8, 14, 4, 11, 2, 3, 7 medaillerace: 4 )                  |
|                                   |                  |           |                                                                            |
| Coen de Koning Mandy Mulder       | Nacra 17 (g)     | 14e       | 112 pnt (5, 11, 21UFD, 11, 7, 14, 7, 21UFD, 6, 14, 3, 13 medaillerace: - ) |

- UFD: Wanneer vlag U  als voorbereidingssein is getoond, mag geen deel van de romp, bemanning of uitrusting van een boot zich bevinden in de driehoek die gevormd wordt door de uiteinden van de startlijn en het eerste merkteken
- DSQ: Gediskwalificeerd

### Zwemmen
| Olympiër                                                                             | Onderdeel              | Resultaat | Prestatie                                                   |
| ------------------------------------------------------------------------------------ | ---------------------- | --------- | ----------------------------------------------------------- |
| Sebastiaan Verschuren                                                                | 100 m vrije slag (m)   | 10e       | Serie: 48,51s (12e) Halve finale: 48,28s                    |
| Dion Dreesens                                                                        | 200 m vrije slag (m)   | 27e       | Serie: 1.47,76                                              |
| Sebastiaan Verschuren                                                                | 200 m vrije slag (m)   | 11e       | Serie: 1.46,32 (8e) Halve finale: 1.46,34                   |
| Maarten Brzoskowski                                                                  | 400 m vrije slag (m)   | 18e       | Serie: 3.48,00                                              |
| Joeri Verlinden                                                                      | 100 m vlinderslag (m)  | 22e       | Serie: 52,48s                                               |
| Maarten Brzoskowski Dion Dreesens Ben Schwietert Kyle Stolk Sebastiaan Verschuren    | 4×200 m vrije slag (m) | 7e        | Serie: 7.09,16 (8e) Finale: 7.09,10                         |
|                                                                                      |                        |           |                                                             |
| Inge Dekker                                                                          | 50 m vrije slag (v)    | 16e       | Serie: 24,77s (13e) Halve finale: 25,31s                    |
| Ranomi Kromowidjojo                                                                  | 50 m vrije slag (v)    | 6e        | Serie: 24,57s (9e) Halve finale: 24,39s (3e) Finale: 24,19s |
| Femke Heemskerk                                                                      | 100 m vrije slag (v)   | 20e       | Serie: 54,63s                                               |
| Ranomi Kromowidjojo                                                                  | 100 m vrije slag (v)   | 5e        | Serie: 53,43s (4e) Halve finale: 53,42s (7e) Finale: 53,08s |
| Femke Heemskerk                                                                      | 200 m vrije slag (v)   | 16e       | Serie: 1.57,68 (15e) Halve finale: 1.57,82                  |
| Robin Neumann                                                                        | 200 m vrije slag (v)   | 26e       | Serie: 1.59,23                                              |
| Sharon van Rouwendaal                                                                | 400 m vrije slag (v)   | 19e       | Serie: 4.11,44                                              |
| Kira Toussaint                                                                       | 100 m rugslag (v)      | 18e       | Serie: 1.01,17                                              |
| Marrit Steenbergen                                                                   | 200 m wisselslag (v)   | 34e       | Serie: 2.16,59                                              |
| Inge Dekker Femke Heemskerk Ranomi Kromowidjojo Maud van der Meer Marrit Steenbergen | 4×100 m vrije slag (v) | 4e        | Serie: 3.35,94 (5e) Finale: 3.33,81                         |
| Femke Heemskerk Andrea Kneppers Robin Neumann Marrit Steenbergen Esmee Vermeulen     | 4×200 m vrije slag (v) | 14e       | Serie: 7.58,74                                              |

#### Openwaterzwemmen
| Olympiër              | Onderdeel            | Resultaat | Prestatie |
| --------------------- | -------------------- | --------- | --------- |
| Ferry Weertman        | 10 km open water (m) | Goud      | 1:52.59,8 |
|                       |                      |           |           |
| Sharon van Rouwendaal | 10 km open water (v) | Goud      | 1:56.31,1 |